# Campylostigmus decipiens
Campylostigmus decipiens är en mångfotingart som beskrevs av Ribaut 1923. Campylostigmus decipiens ingår i släktet Campylostigmus och familjen Scolopendridae.
Artens utbredningsområde är Nya Kaledonien. Inga underarter finns listade i Catalogue of Life.